# Suite española op. 47
Suite española op. 47 ist eine Suite für Piano des spanischen Komponisten Isaac Albéniz (1860–1909) aus dem Jahre 1886. Sie stellt eine Hommage Albéniz’ an bekannte Regionen und Städte seines Heimatlandes dar: Granada, Cataluña, Sevilla, Cádiz, Asturias, Aragón, Castilla und Cuba. Die Erstausgabe enthielt nur die Titel Granada, Cataluña, Sevilla und Cuba, die verbleibenden Titel wurden später veröffentlicht, teilweise auch unter anderem Namen. Zusammengefasst wurden alle acht Titel 1912 vom Hofmeister Verlag veröffentlicht. Von Hofmeister stammt auch die Nummerierung Opus 47, welche aber nicht chronologisch bezeichnend für Albéniz’ Werke ist, da diese durch Albéniz und Verlag zufällig vergeben worden waren.
Das Werk ist im Charakter und der Komplexität verschieden von  Albéniz’ Klavierzyklus Iberia (1905–08).
Die vollständige Bezeichnung des Titels enthält den Namen der Region, mit Angabe der musikalischen Form des Stücks in Klammern.

## Titel

### Granada (Serenade)
Eröffnet wird die Suite mit dieser Serenata in F-Dur, Allegretto, 3/8-Takt.

### Cataluña (Courante)
Cataluña (Katalonien), die Heimat des Komponisten, ist das kürzeste Stück der Suite und wartet mit einem Tanz in g-Moll auf. Der B-Teil des Stücks steht in C-Dur.

### Sevilla (Sevillanas)
Die Sevillanas stehen in G-Dur, Allegretto, 3/4-Takt. Einzelne Viertel werden punktiert unterteilt oder in Triolen aufgelöst. Harmonisch effektvoll wirkt die Rückung in die Mediante Es-Dur bei gleichzeitiger Aufweitung des Klaviersatzes. Eine Kantilene in c-Moll sorgt für den ruhigen  Kontrast.

### Cádiz (Saeta)
Der Hafenstadt Cádiz ist eine Saeta gewidmet, ein solistisch vorgetragener, oftmals improvisierter religiöser Gesang. Das Stück steht im 3/4-Takt (Allegretto ma non troppo) Die Tonart wechselt von Des-Dur zu cis-Moll im Canto, der stilisierten Saeta.

### Asturias (Leyenda)
Das einstige Königreich Asturien wird mit einer Leyenda (Legende) in raschem Allegro in g-Moll bedacht. Toccatenartig wechseln sich beide Hände mit jeweils nur einem Ton in durchgehenden Sechzehnteln ab, der gelegentlich oktaviert wird. Der kurze Mittelteil wird bestimmt durch die Dominante D-Dur und schlägt auch auf Taktbeginn mit Oktaven und Akkorden zu. Seinen Ausgang findet das Stück in einer Reprise.

### Aragón (Fantasia)
Dem anderen ehemaligen Königreich Aragón gilt eine Fantasie. Sie ist in einem zweitaktig phrasierten 6/8-Takt komponiert.

### Castilla (Seguidilla)
Die Region des ehemaligen Königreichs Kastilien ist durch eine Seguidilla im charakteristischen 3/4-Takt vertreten. Die Tonart ist Fis-Dur, das Tempo ist mit Allegro angegeben. Der Mittelteil, welcher zuerst in fis-Moll, dann C-Dur spielt, hat keine eigene Melodie, sondern kleidet die des A-Rahmens satztechnisch neu ein (vierstimmig, auf Orgelpunkt »fis«) oder steigert sie durch leidenschaftliche Wiederholung und Verkürzung, bis über eine Fortissimopassage die Reprise von Teil A auf markanten Begleitsynkopen (Fis-Dur) erreicht ist.

### Cuba (Notturno)
Kuba, bis zum Spanisch-Amerikanischen Krieg 1898 unter spanischer Herrschaft, bildet den Abschluss der Suite. Die einstige Kolonie wird mit einem Notturno im Stil einer Habanera bedacht.

## Interpreten
Eine Referenzaufnahme der originalen Klavierfassung der Suite existiert  von Alicia de Larrocha. Sie ist wie viele Stücke von Albéniz auf Youtube zugänglich.

## Transkriptionen

### Für Gitarre
Einzelne Sätze der Suite española sind durch ihre Faktur, die an Klangfarbe und Spieltechnik der Gitarre angelehnt ist, zu beliebten Stücken des Gitarrenrepertoires geworden. Erste Arrangements für Gitarre wurden von Albéniz Zeitgenossen Francisco Tárrega und seinen Schülern Miguel Llobet und Daniel Fortea angefertigt und von diesen in Konzerten gespielt. Mit den ersten Schallplattenaufnahmen durch Andrés Segovia erreichten sie seit ca. 1924 auch ein größeres internationales Publikum. Später spielten unter anderem John Williams, Pepe Romero, und Julian Bream eigene Interpretationen unterschiedlicher Einzelsätze ein, wobei die Bearbeitung und Aufnahme des vollständigen Werkes durch Manuel Barrueco für die Transkription auch anderer Werke von Albéniz neue Maßstäbe setzte.

### Für Orchester
Von Rafael Frühbeck de Burgos existiert eine Transkription für Orchester, eingespielt vom New Philharmonia Orchestra unter seiner Leitung. Frühbeck de Burgos hat in seiner Transkription „Cuba“ ersetzt durch „Córdoba“ aus den „Cantos de España“ (op. 232 von Albéniz).

## Trivia
Das Stück Asturias ist wegen seines hohen Wiedererkennungswerts und Dramatik wohl das bekannteste der Suite und wird oft zur Untermalung verwendet (z. B. in Right in the Night von Jam & Spoon).